# Парласко
Парласко (итал. Parlasco) је насеље у Италији у округу Леко, региону Ломбардија.
Према процени из 2011. у насељу је живело 131 становника. Насеље се налази на надморској висини од 692 м.

## Становништво
Према резултатима пописа становништва 2011. у општини је живело 141 становника.
| 1931. | 1936. | 1951. | 1961. | 1971. | 1981. | 1991. | 2001. | 2011. |
| ----- | ----- | ----- | ----- | ----- | ----- | ----- | ----- | ----- |
| 194   | 189   | 205   | 190   | 171   | 146   | 133   | 146   | 141   |